# Koszary (rejon kowelski)
Koszary (ukr. Кошари) – wieś na Ukrainie w obwodzie wołyńskim, w rejonie kowelskim, w silskiej radzie Pulmo, położona tuż przy granicy z Białorusią na wprost miejscowości Rytec. Wioska leży wśród poleskich lasów, w dolinie Bugu, nieco powyżej polskiej miejscowości Sobibór.
W II Rzeczypospolitej miejscowość wchodziła w skład gminy wiejskiej Pulemiec w powiecie lubomelskim województwa wołyńskiego.
Do 2020 w rejonie szackim.